# Năeni (gmina)
Năeni – gmina w Rumunii, w okręgu Buzău. Obejmuje miejscowości Năeni, Fințești, Fântânele, Proșca i Vârf. W 2011 roku liczyła 1805 mieszkańców.